# Pancur (Keritang)
Pancur is een bestuurslaag in het regentschap Indragiri Hilir van de provincie Riau, Indonesië. Pancur telt 2998 inwoners (volkstelling 2010).